# الحركة الشعبية الإفريقية
الحركة الشعبية الأفريقية (بالفرنسية: Mouvement Populaire Africain) كانت حزبا سياسيا في فولتا العليا، بقيادة نازي بوني. تأسست الحزب في عام 1955 بعد انقسام في اتحاد فولتيك.
في انتخابات الجمعية الإقليمية لعام 1957، فاز الحزب بخمسة مقاعد. بعد الانتخابات انضم إلى تجمع التضامن الفولتي.
في عام 1957، انضم الحزب إلى المؤتمر الأفريقي بقيادة ليوبولد سيدار سنغور.
في عام 1958، اندمج، إلى جانب بقية المؤتمر، في حزب إعادة التجميع الأفريقي.